# Weyl (cráter)

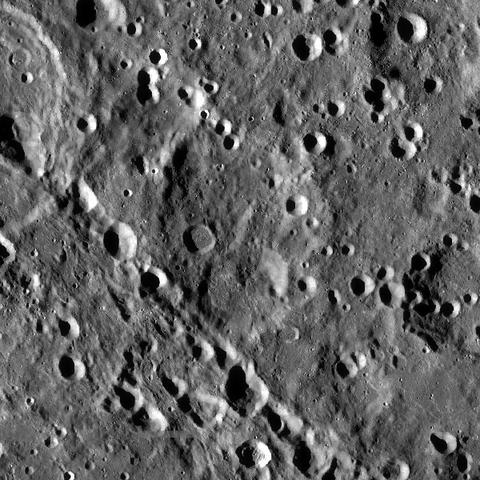
Weyl en el centro, Fersman en el borde izquierdo, y cadenas de cráteres sobre el Mare Orientale abajo

Weyl es un cráter de impacto perteneciente a la cara oculta de la Luna, detrás del terminador occidental tal como se ve desde la Tierra. Se encuentra al este-sureste del cráter más grande Fersman. Al sureste se halla Kamerlingh Onnes, y al noreste aparece Shternberg.
| \|- |

Se trata de un cráter muy erosionado, con un borde exterior muy dañado. Presenta varios cráteres en el borde y dentro del interior, incluyendo un par de pequeños cráteres en la mitad occidental. La mayor parte de Weyl está superpuesta por una porción del sistema de marcas radiales del cráter Ohm, ubicado al este-sureste de Shternberg.